# Station Pontrieux (Halte)
Station Pontrieux (Halte) is een spoorweghalte in de Franse gemeente Pontrieux. Zij wordt bediend door treinen van het netwerk TER Bretagne op het traject Guingamp - Paimpol.
Het 'Station Pontrieux' ligt aan de overzijde van het viaduct over de Trieux.